# 띠띠뽀 띠띠뽀의 에피소드 목록
다음은 대한민국의 텔레비전 애니메이션 《띠띠뽀 띠띠뽀》의 에피소드 목록이다.

## 시즌 1
| 회차       | 제목                   | 방송 일자       |
| ---------- | ---------------------- | --------------- |
| 1화        | 길을 잃어버렸어요      | 2017년 1월 2일  |
| 2화        | 기차 마을의 첫날       | 2017년 1월 3일  |
| 3화        | 띠띠뽀의 첫 운행       | 2017년 1월 9일  |
| 4화        | 나도 잘하고 싶어       | 2017년 1월 10일 |
| 5화        | 채석장에 간 띠띠뽀     | 2017년 1월 16일 |
| 6화        | 친구가 되고 싶어요     | 2017년 1월 17일 |
| 7화        | 매니의 비밀            | 2017년 1월 23일 |
| 8화        | 띠띠뽀와 세터의 외출   | 2017년 1월 24일 |
| 9화        | 점검은 무서워          | 2017년 1월 30일 |
| 10화       | 버니가 잘 하는 일      | 2017년 1월 31일 |
| 11화       | 꼬마 기차들의 합창     | 2017년 2월 6일  |
| 12화       | 픽스와 리프트는 바빠요 | 2017년 2월 7일  |
| 13화       | 띠띠뽀와 타요          | 2017년 2월 13일 |
| 14화       | 새 친구 로코           | 2017년 2월 14일 |
| 15화       | 디젤의 보물            | 2017년 2월 20일 |
| 16화       | TV에 나오고 싶어요     | 2017년 2월 21일 |
| 17화       | 태풍은 무서워요        | 2017년 2월 27일 |
| 18화       | 디젤의 질투            | 2017년 2월 28일 |
| 19화       | 스팀의 새로운 일       | 2017년 3월 6일  |
| 20화       | 깨끗한 게 좋아요       | 2017년 3월 7일  |
| 21화       | 유령 소동              | 2017년 3월 13일 |
| 22화       | 허브 아저씨의 하루     | 2017년 3월 14일 |
| 23화       | 기차마을을 지켜라!     | 2017년 3월 20일 |
| 최종화(24) | 안녕, 띠띠뽀           | 2017년 3월 21일 |

## 시즌 2
| 회차       | 제목                   | 방송 일자        |
| ---------- | ---------------------- | ---------------- |
| 1화        | 장거리 시험운행 1      | 2018년 7월 2일   |
| 2화        | 장거리 시험운행 2      | 2018년 7월 9일   |
| 3화        | 디젤이 달라졌어요      | 2018년 7월 16일  |
| 4화        | 허브 아저씨와 강아지   | 2018년 7월 23일  |
| 5화        | 픽스와 리프트의 다툼   | 2018년 7월 30일  |
| 6화        | 멋진 화물기차 로코     | 2018년 8월 6일   |
| 7화        | 말썽꾸러기 강아지 치치 | 2018년 8월 13일  |
| 8화        | 환영해요, 제니!        | 2018년 8월 20일  |
| 9화        | 미안해, 에릭           | 2018년 9월 3일   |
| 10화       | 허브 아저씨의 휴식     | 2018년 9월 10일  |
| 11화       | 디젤의 신기한 하루     | 2018년 9월 17일  |
| 12화       | 배우가 된 매니와 버니  | 2018년 9월 24일  |
| 13화       | 에릭이 최고야          | 2018년 10월 1일  |
| 14화       | 바꿔서 일해요          | 2018년 10월 8일  |
| 15화       | 씽씽이의 비밀          | 2018년 10월 15일 |
| 16화       | 디젤과 로기            | 2018년 10월 22일 |
| 17화       | 띠띠뽀의 시간 여행     | 2018년 11월 5일  |
| 18화       | 태오를 위한 선물       | 2018년 11월 12일 |
| 19화       | 세터가 아파요          | 2018년 11월 19일 |
| 20화       | 디젤과 아기차들        | 2018년 11월 26일 |
| 21화       | 지니의 새 단짝 친구    | 2018년 12월 3일  |
| 22화       | 고장 난 세차 기계      | 2018년 12월 10일 |
| 23화       | 디젤의 오래된 화차     | 2018년 12월 17일 |
| 최종화(24) | 힘내, 띠띠뽀!          | 2018년 12월 24일 |

## 시즌 3
| 회차       | 제목                      | 방송 일자       |
| ---------- | ------------------------- | --------------- |
| 1화        | 새내기 승무원 페퍼        | 2022년 2월 28일 |
| 2화        | 장난은 이제 그만!         | 2022년 3월 1일  |
| 3화        | 메가트레인이 되고 싶어요  | 2022년 3월 7일  |
| 4화        | 버니는 괴로워             | 2022년 3월 8일  |
| 5화        | 띠띠뽀와 지니의 합동운행  | 2022년 3월 14일 |
| 6화        | 영웅이 되고 싶어요        | 2022년 3월 15일 |
| 7화        | 스팀이 최고야             | 2022년 3월 21일 |
| 8화        | 너무해, 매니              | 2022년 3월 22일 |
| 9화        | 수상한 숙소               | 2022년 3월 28일 |
| 10화       | 천하장사 로코             | 2022년 3월 29일 |
| 11화       | 허브 아저씨의 무서운 손님 | 2022년 4월 11일 |
| 12화       | 지니의 아주 특별한 운행   | 2022년 4월 12일 |
| 13화       | 치치를 잃어버렸어요       | 2022년 4월 18일 |
| 14화       | 픽스와 리프트의 휴가      | 2022년 4월 19일 |
| 15화       | 안전지킴이 에릭           | 2022년 4월 25일 |
| 16화       | 제니와 중장비들           | 2022년 4월 26일 |
| 17화       | 디젤의 신기한 모험 1      | 2022년 5월 2일  |
| 18화       | 디젤의 신기한 모험 2      | 2022년 5월 3일  |
| 19화       | 띠띠보와 특별한 친구      | 2022년 5월 9일  |
| 20화       | 대니가 사막에 갔어요      | 2022년 5월 10일 |
| 21화       | 슈퍼영웅 페퍼             | 2022년 5월 16일 |
| 22화       | 씽씽이의 새로운 일        | 2022년 5월 17일 |
| 23화       | 제니가 화났나봐요         | 2022년 5월 23일 |
| 최종화(24) | 최고의 기차시상식         | 2022년 5월 24일 |